# Панини, Франческо
Франческо Панини  (Паннини) (итал. Francesco Panini, Pannini, 1745, Рим — 1812, там же) — итальянский рисовальщик, живописец и гравёр, сын известного мастера живописных ведут Джованни Паоло Панини. 
Биографические сведения о художнике крайне скудны. Учился рисунку и живописи в мастерской отца в Риме. Подражал ведутам своего отца, изображая не только античные памятники, но и современные достопримечательности посреди бурной и суетливой жизни Вечного города, оживляя свои пейзажи маленькими фигурками прохожих, торговцев и любопытных приезжих.
Рисунки Панини Младшего гравировали многие известные художники того времени. Франческо Панини также раскрашивал от руки гравюры других художников, в частности серию гравюр на меди, воспроизводящих росписи Лоджий Рафаэля в Ватикане (1770—1777).
Франческо Панини гравировал виды Рима, которые составляют важную часть летописи города 1700-х годов.